# Legelshurst
Legelshurst ist ein Ortsteil von Willstätt, einer Gemeinde im Ortenaukreis in Baden-Württemberg.

## Name
Legelshurst gehört zu den -horst -Orten.

## Geschichte

### Mittelalter
Die Gemarkung von Legelshurst war schon im 8. Jahrhundert besiedelt. Die älteste erhaltene Erwähnung stammt allerdings erst von 1294, als die Siedlung bereits zur Herrschaft Lichtenberg gehörte. Legelshurst war ein Allod der Herren von Lichtenberg. Wie sie es erwarben, ist unbekannt. Um 1330 kam es zu einer ersten Landesteilung zwischen Johann II. von Lichtenberg, aus der älteren Linie des Hauses, und Ludwig III. von Lichtenberg. Dabei fiel Legelshurst in den Teil des Besitzes, der künftig von der älteren Linie verwaltet wurde. In der Herrschaft Lichtenberg war es dem Amt Willstätt zugeordnet.
Als 1480 mit Jakob von Lichtenberg das letzte männliche Mitglied des Hauses verstarb, ging das Erbe auf seine beiden Nichten, Anna von Lichtenberg (* 1442; † 1474) und Elisabeth von Lichtenberg über. Anna hatte 1458 den Grafen Philipp I. den Älteren von Hanau-Babenhausen (* 1417; † 1480) geheiratet, der eine kleine Sekundogenitur aus dem Bestand der Grafschaft Hanau erhalten hatte, um heiraten zu können. Durch die Heirat entstand die Grafschaft Hanau-Lichtenberg. Elisabeth heiratete Simon IV. Wecker von Zweibrücken-Bitsch. Das Lichtenberger Erbe wurde zwischen ihnen geteilt. Das Amt Willstätt und damit Legelshurst wurden dabei zu einem Kondominat zwischen beiden Erben.
In der heutigen Gemarkung von Legelshurst lag auch das ehemals selbständige Dorf Sitzenhofen, das schon im 15. Jahrhundert wüst gefallen ist.

### Neuzeit
Unter der Regierung von Graf Philipp III. von Hanau-Lichtenberg kam es zu einer Realteilung der gemeinsamen Kondominate: Das Amt Willstätt kam ganz zur Grafschaft Hanau-Lichtenberg. Im Gegenzug gelangte das Amt Brumath ganz an Zweibrücken-Bitsch. Graf Philipp IV. von Hanau-Lichtenberg (1514–1590) führte nach seinem Regierungsantritt 1538 die Reformation in seiner Grafschaft konsequent durch, die nun lutherisch wurde.
Nach dem Tod des letzten Hanauer Grafen, Johann Reinhard III. 1736, fiel das Erbe – und damit auch das Amt Willstätt – an den Sohn seiner einzigen Tochter, Charlotte von Hanau-Lichtenberg, Landgraf Ludwig (IX.) von Hessen-Darmstadt. Mit dem Reichsdeputationshauptschluss wurde das Amt Willstätt mit dem Dorf Legelshurst 1803 dem neu gebildeten Kurfürstentum Baden zugeordnet.
Legelshurst gehörte bis zum 1. Januar 1973 dem Landkreis Kehl an, bis dieser infolge der Kreisreform aufgelöst wurde. Am 1. Januar 1975 wurde Legelshurst einschließlich Bolshurst und Hiltrachtshofen nach Willstätt eingemeindet.

## Demographie
Einwohnerzahlen nach dem jeweiligen Gebietsstand.
| Jahr | Einwohnerzahl |
| ---- | ------------- |
| 1961 | 1.558         |
| 1970 | 1.644         |
| 2022 | 2.400         |

## Wirtschaft

### Bildung
In Legelshurst gibt es eine Grundschule und einen Kindergarten.

### Medizinische Versorgung
In Legelshurst gibt es eine Arztpraxis und eine Physiotherapiepraxis.

### Verkehr
Außerhalb des Ortes liegt der Bahnhof Legelshurst an der Europabahn, an welchem Regionalzüge der Linie zwischen Offenburg und Straßburg halten. Durch den Bahnhof fahren auch Züge des Fernverkehrs, jedoch ohne Halt.